# Sẻ đồng vàng
Sẻ đồng vàng, tên khoa học Emberiza sulphurata là một loài chim trong họ Emberizidae. Chúng được Temminck và Schlegel phân loại vào năm 1848.

## Tham khảo

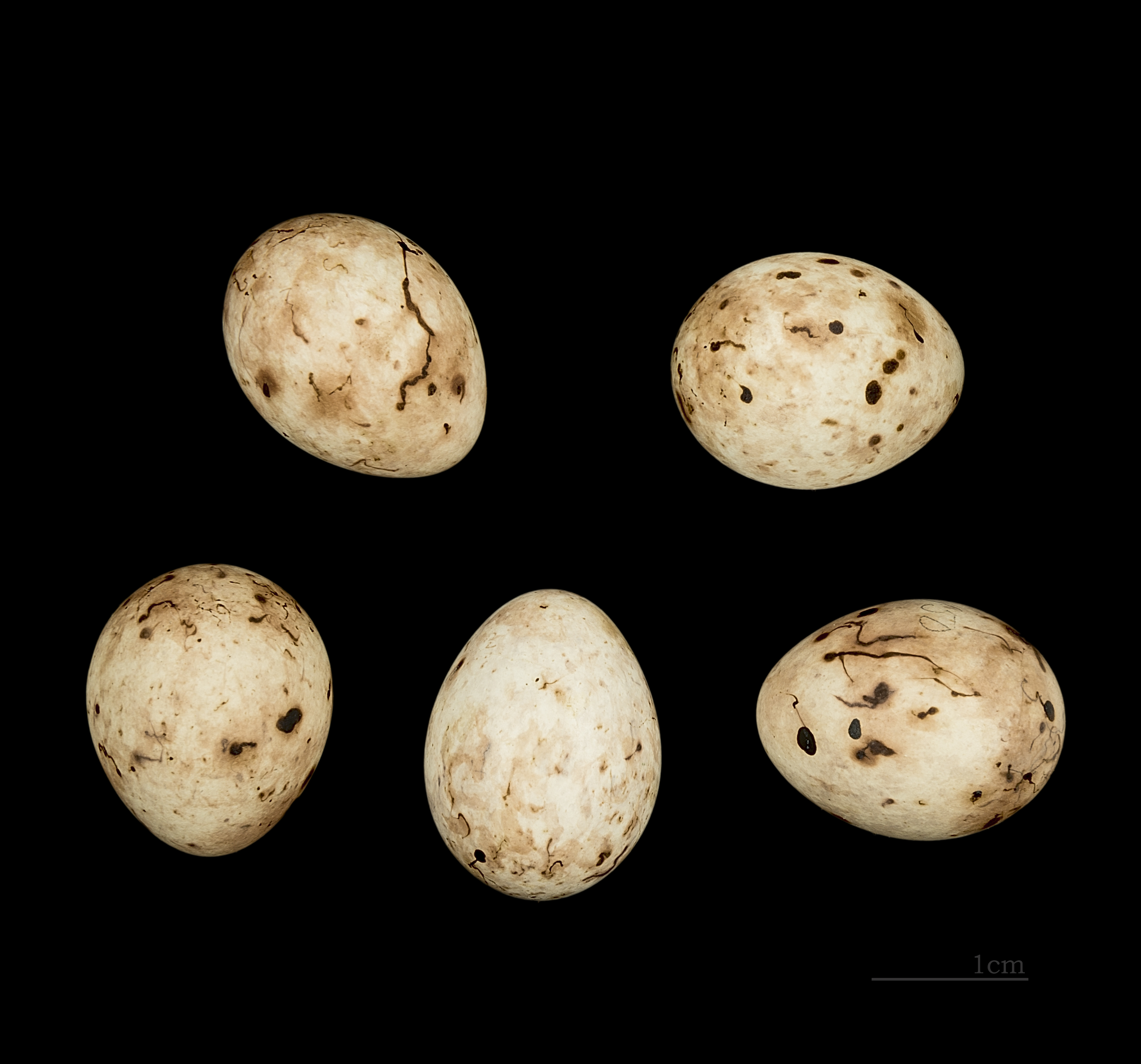
Trứng chim Emberiza sulphurata